# Артуа
Артуа́ (фр. Artois) — историческая область на северо-востоке Франции, граничащая с Фландрией и Пикардией, ныне входит в состав департамента Па-де-Кале. Столица — город Аррас, известный своими гобеленами.
Местность с отлогими холмами и невысокими горами представляет одну из богатых водами областей Франции. Реки Оти и Канш текут на запад, Аа, Лис, Скарп и несколько других маленьких речек текут на север и северо-восток. Южная часть лежит выше и славится плодородной почвой своих долин, а северная часть покрыта болотами. Ради потребностей в водяных путях, как и ради осушения болот на северо-востоке прорыто множество каналов.
Артуа принадлежит к житницам Франции. Богатые пастбища благоприятствуют скотоводству и овцеводству. Хотя леса там немного, зато есть торф, а к востоку от Арденн — каменноугольные залежи. В конце XIX века на территории Артуа выращивались лён и конопля, репное семя и хмель.

## Графство Артуа

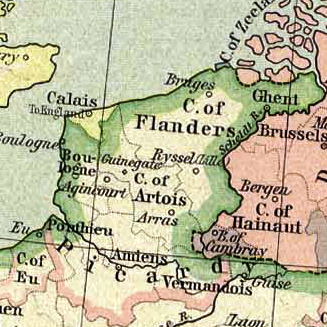

В 1180 году граф Фландрии Филипп Эльзасский, выдавая свою племянницу Изабеллу де Эно замуж за короля Франции Филиппа II Августа, выделил ей в приданое Артуа с условием, однако, что во владение Изабелла вступит только после его смерти. Это условие, не соответствовавшее обычаям и практике, стало одной из причин феодальных войн в 1180-х годах Филиппа II и коалиции баронов, возглавляемой Филиппом Эльзасским. Король, несмотря на победу, цели вступить во владение Артуа не достиг. Изабелла умерла в 1190 году, а граф Фландрии — в Крестовом походе в 1191 году. Филипп II, вернувшись из того же похода, в этом же году объявил о создании графства Артуа, первым графом которого стал его и Изабеллы сын, Людовик. К землям Изабеллы было добавлено графство Ланс, принадлежавшее графам Булони. Само булонское графство, равно как и графства Гин и Сен-Поль передавались новообразованному графству в качестве вассальных. Из указанных графств только Ланс и Сен-Поль являлись частью исторической области Артуа.
В 1223 году граф Артуа и наследник французского престола Людовик стал королём под именем Людовик VIII. Он умер в 1226 году, завещав графство Артуа своему второму сыну Роберту. Роберт I Храбрый официально вступил во владение Артуа по достижении совершеннолетия в 1237 году, принеся вассальную присягу своему старшему брату королю Франции Людовику IX. Когда Роберт пал в Египте в битве при эль-Мансуре (8 февраля 1250), ему наследовал сын его Роберт II, отправившийся с Людовиком IX в Тунис и бывший во время плена Карла II регентом в Сицилии. Он был убит 11 июля 1302 года во время битвы при Куртре.
Впоследствии Артуа досталось Фландрии и Бургундии, но в силу Пиренейского и Нимвегенского мира (1659 и 1678) опять отошло к Франции. Король Карл X, будучи ещё принцем, носил титул графа д’Артуа.

## Графы Артуа

Герб графов Артуа

- ок. 510: Каннакарий — Камбрэ; вождь округа Артуа
- ок. 850: Одалрик
- ок. 890: Альтмар — приближенный Карла Простоватого, граф Арраса, аббат монастыря Сен-Вааст.
- ? — 932: Аделельм
- 932—1191: в составе Фландрии без титульного выделения
- 1191—1226: Людовик VIII Французский, как Людовик I, граф Артуа
- 1237—1250: Роберт I Храбрый, граф Артуа
- 1250—1302: Роберт II Добрый, граф Артуа
- 1302—1329: Маго (Матильда) Артуа
- 1329—1330: Жанна I
- 1330—1347: Жанна II
- 1347—1361: Филипп I Руврский
- 1361—1382: Маргарита I
- 1382—1384: Людовик II Мальский
- 1384—1405: Маргарита II Фландрская
  - 1383—1404: Филипп II Смелый

Последняя графиня Артуа была замужем за герцогом Бургундским Филиппом II Смелым и после её смерти титулы графов Артуа и герцогов Бургундских наследовал их сын Жан Бесстрашный, герцог Бургундский. После этого Артуа входила в состав сначала Бургундского государства, а затем — Нидерландов.
- 1405—1419: Жан Бесстрашный, герцог Бургундский
- 1419—1467: Филипп III Добрый, герцог Бургундский
- 1467—1477 Карл Смелый, герцог Бургундский
- 1477—1482: Мария Бургундская, герцогиня Бургундии
  - 1477—1482: Максимилиан I, император Священной Римской империи
- 1482—1506: Филипп IV Красивый, король Кастилии и Леона
- 1506—1556: Карл V Габсбург, император Священной Римской империи
- 1556—1598: Филипп II Испанский, король Испании
- 1598—1621: Изабелла Клара Евгения Испанская и Альбрехт VII Австрийский, штатгальтеры Нидерландов
- 1621—1659: Филипп IV Испанский, король Испании

По условиям Пиренейского и Нимвегенского мира в 1659 году Артуа был включён в состав Франции.